# Penrith, Cumbria
Penrith este un oraș în comitatul Cumbria, regiunea North West England, Anglia. Orașul aparține districtului Eden a cărui reședință este.